# Бедренец армянский
Бе́дренец армянский (лат. Pimpinella armena) — многолетнее травянистое растение, вид рода Бедренец (Pimpinella) семейства Зонтичные (Apiaceae).

## Распространение и экология
Ареал вида охватывает Малую Азию и Закавказье. Описан из района города Ольты.
Произрастает на сухих склонах.

## Биологическое описание
Корень восходящий, толщиной около 4 мм; корневая шейка одета волокнистыми тёмно-бурыми остатками отмерших листьев. Стебель высотой около 30 см, прямой, почти от основания ветвистый, с косо вверх направленными ветками, плотноопушенный, особенно в нижней части, угловато-ребристый.
Прикорневые и нижние стеблевые листья просто-перистые, в очертании продолговатые, длиной 8—10 см, шириной 0,4—2 см; листочки на заметных черешочках, почковидные, цельные или двулопастные, по краям остро неравно-зубчатые. Средние стеблевые листья дважды перисто-раздельные с ланцетовидно-линейными и линейными долями, сидячие на узком влагалище; самые верхние — мелкие, просто-перистые с линейными долями.
Зонтики 3—4 см в поперечнике, 15—17-лучевые, с тонкими, чуть шероховатыми лучами, почти одинаковыми по длине; зонтички из 2—3 линейных, по краю узко-плёнчатых и ресничатых листочков. Обёртка отсутствует или она из одного линейного листочка. Лепестки белые, длиной около 1 мм, на спинке щетинисто-волосистые, чуть выемчатые и с загнутой внутрь верхушкой.
Плоды не известны.

## Таксономия
Вид Бедренец армянский входит в род Бедренец (Pimpinella) семейства Зонтичные (Apiaceae) порядка Зонтикоцветные (Apiales).
|  |                                      |  |                                                             |                                                             |                     |  | ещё 8 семейства (согласно Системе APG II) | ещё 8 семейства (согласно Системе APG II) |                        |  |  |  | ещё около 150 видов |
|  |                                      |  |                                                             |                                                             |                     |  | ещё 8 семейства (согласно Системе APG II) | ещё 8 семейства (согласно Системе APG II) |                        |  |  |  | ещё около 150 видов |
|  |                                      |  |                                                             | порядок Зонтикоцветные                                      |                     |  |                                           |                                           | род Бедренец           |  |  |  |                     |
|  |                                      |  |                                                             | порядок Зонтикоцветные                                      |                     |  |                                           |                                           | род Бедренец           |  |  |  |                     |
|  | отдел Цветковые, или Покрытосеменные |  |                                                             |                                                             | семейство Зонтичные |  |                                           |                                           | вид Бедренец армянский |  |  |  |                     |
|  | отдел Цветковые, или Покрытосеменные |  |                                                             |                                                             | семейство Зонтичные |  |                                           |                                           |                        |  |  |  |                     |
|  |                                      |  | ещё 44 порядка цветковых растений (согласно Системе APG II) | ещё 44 порядка цветковых растений (согласно Системе APG II) |                     |  |                                           | ещё более 300 родов                       | ещё более 300 родов    |  |  |  |                     |
|  |                                      |  |                                                             | ещё 44 порядка цветковых растений (согласно Системе APG II) |                     |  |                                           |                                           | ещё более 300 родов    |  |  |  |                     |